# Multietnolekt
Multietnolekt er en sprogvariant, som opstår, når talere med flere forskellige sprog- og kulturbaggrunde tilegner sig et nyt sprog - i modsætning til etnolekt, som betegner den variant, som opstår i mødet mellem én bestemt etnisk gruppe og et nyt sprog.
Brugen af multietnolekt er gerne knyttet til etableringen af en egen gruppeidentitet blandt unge, som vokser op i sproglig og kulturelt heterogene, urbane miljøer. Både unge med og uden minoritetsbaggrund kan være brugere af multietnolekt.
Unge, som taler multietnolekt, kan i de fleste tilfælde veksle mellem denne og mere traditionelle varianter af majoritetssproget. Det kan derfor være hensigtsmæssigt at tale om brugen af multietnolekt som en stil mer end som en fokuseret varietet på linje med en dialekt.
Begrebet blev først brugt i 2000 af sprogforskerne Michael Clyne og Pia Quist.
Man finder eksempler på multietnolekter i indvandrertætte områder i de fleste større europæiske byer. I Skandinavien finder man eksempler på multietnolekter på Nørrebro i København, i forstæder til Stockholm som for eksempel i Rinkeby samt i de østlige dele af Oslo.

## Karakteristiske træk
En multietnolektisk sprogstil er gerne kendetegnet af brug af en række låneord og grammatiske træk fra forskellige indvandrersprog. Der høres også en særegen staccato-agtig prosodi når f.eks. danske ord udtales som værende fra et andet sprog (udtale af stumme bogstaver o.lign.).